# Bernes-sur-Oise
Bernes-sur-Oise is een plaats Frankrijk, op 30 km ten noorden van het centrum van Parijs. Het ligt aan de  rivier de Oise.

## Kaart
De onderstaande kaart toont de ligging van Bernes-sur-Oise met de belangrijkste infrastructuur en aangrenzende gemeenten.

## Demografie
Onderstaande figuur toont het verloop van het inwonertal, bron: INSEE-tellingen. 

## Websites
- (fr)  Statistische informatie op de website van INSEE

1. ↑  Populations de référence 2022.